# Ordre de bataille confédéré de Cedar Mountain
Les unités et commandants de l'armée des États confédérés ont combattu le 9 août 1862 lors de la bataille de Cedar Mountain de la guerre de Sécession. L'ordre de bataille unioniste est indiqué séparément.

## Abréviations utilisées

### Grade militaire
- Major général
- Brigadier général
- Colonel
- Lieutenant-colonel
- Commandant
- Capitaine
- Premier lieutenant

### Autre
- (b) = blessé
- mb = mortellement blessé
- † = tué
- (PDG) = capturé

## Aile gauche de l'armée de Virginie du Nord
Major général Thomas J. Jackson
| Division                                                                                             | Brigade                                                     | Régiments et autres |
| --- | ----------------------------------------------------------- | --- |
| Division d'Ewell Major général Richard S. Ewell                                                      | Brigade d'Early Brigadier général Jubal A. Early            | - 13th Virginia Infantry(p133) - 25th Virginia Infantry - 31st Virginia Infantry - 52nd Virginia Infantry - 58th Virginia Infantry - 12th Georgia |
| Division d'Ewell Major général Richard S. Ewell                                                      | Brigade de Hay(p61) Colonel Henry Forno                     | - 5th Louisiana - 6th Louisiana - 7th Louisiana - 8th Louisiana - 14th Louisiana |
| Division d'Ewell Major général Richard S. Ewell                                                      | Brigade de Trimble(p61) Brigadier général Isaac R. Trimble  | - 15th Alabama - 21st Georgia - 21st North Carolina |
| Division d'Ewell Major général Richard S. Ewell                                                      | Artillerie A.R. Courtney                                    | - Batterie de D’Aquin (La.) : Capitaine Louis E. D'Aquin(p61) - Batterie de Brown (Md.) (artillerie de Chesapeake) : Capitaine William D. Brown(p61) - Batterie de Dement (Md.) : Capitaine William F. Dement(p61) - Batterie de Latimer (Va.) - Artillerie de Bedford (Va.)                                                                                              |
| Division légère Major général A.P. Hill                                                              | Brigade de Branch Brigadier général Lawrence O'Bryan Branch | - 7th North Carolina - 18th North Carolina - 28th North Carolina - 33rd North Carolina - 37th North Carolina |
| Division légère Major général A.P. Hill                                                              | Brigade d'Archer Brigadier général James J. Archer          | - 19th Georgia - 1st Tennessee - 7th Tennessee - 14th Tennessee - 5th Alabama Battalion |
| Division légère Major général A.P. Hill                                                              | Brigade de Thomas Brigadier général Edward L. Thomas        | - 14th Georgia - 35th Georgia - 45th Georgia - 49th Georgia |
| Division légère Major général A.P. Hill                                                              | Brigade de Gregg Brigadier général Maxcy Gregg              | - 1st South Carolina - 1st South Carolina (Orr’s) Rifles - 12th South Carolina - 13th South Carolina - 14th South Carolina |
| Division légère Major général A.P. Hill                                                              | Brigade de Starke Brigadier général William E. Starke       | - 1st Louisiana - 2nd Louisiana - 9th Louisiana - 10th Louisiana - 15th Louisiana |
| Division légère Major général A.P. Hill                                                              | Brigade de Field Brigadier général Charles W. Field         | - 40th Virginia Infantry - 47th Virginia Infantry - 55th Virginia Infantry - 22nd Virginia Infantry Battalion |
| Division légère Major général A.P. Hill                                                              | Brigade de Pender Brigadier général William D. Pender       | - 16th North Carolina - 22nd North Carolina - 34th North Carolina - 38th North Carolina |
| Division légère Major général A.P. Hill                                                              | Artillerie R. Lindsay Walker                                | - Batterie de Latham (N.C.) - Artillerie de Pee Dee (S.C.) - Artillerie de Fredericksburg (Va.) - Artillerie de Letcher (Va.) - Artillerie de Middlesex (Va.) - Artillerie de Purcell (Va.) |
| Division de Jackson Brigadier général Charles S. Winder (mb) Brigadier général William B. Taliaferro | Brigade de Stonewall Colonel Charles A. Ronald              | - 2nd Virginia Infantry : Lieutenant-colonel Lawson Botts - 4th Virginia Infantry : Lieutenant-colonel R. D. Gardner - 5th Virginia Infantry : Commandant H. J. Williams - 27th Virginia Infantry : Capitaine Charles L. Haynes - 33rd Virginia Infantry : Lieutenant-colonel Edwin G. Lee                                                                                |
| Division de Jackson Brigadier général Charles S. Winder (mb) Brigadier général William B. Taliaferro | Deuxième brigade Colonel T.S. Garnett                       | - 21st Virginia Infantry : Lieutenant-colonel R. H. Cunningham (†), Capitaine W. A. Witcher - 42nd Virginia Infantry : Commandant Henry Lane (mb), Capitaine Abner Dobyns(p296) - 48th Virginia Infantry : Capitaine William Y. C. Hannum - 1st Virginia (Irish) Battalion : Commandant John Seddon(p296)                                                                 |
| Division de Jackson Brigadier général Charles S. Winder (mb) Brigadier général William B. Taliaferro | Troisième brigade Colonel Alexander G. Taliaferro           | - 47th Alabama : Lieutenant-colonel James W. Jackson - 48th Alabama : Colonel James L. Sheffield (b), Lieutenant-colonel Abner A. Hughes - 10th Virginia Infantry : Commandant Joshua Stover - 23rd Virginia Infantry : Lieutenant-colonel George W. Curtis (mb), Commandant Simon T. Walton - 37th Virginia Infantry : Colonel T. V. Williams (b), Commandant H. C. Wood |
| Division de Jackson Brigadier général Charles S. Winder (mb) Brigadier général William B. Taliaferro | Quatrième brigade Brigadier général Alexander R. Lawton     | - 13th Georgia - 26th Georgia - 31st Georgia - 38th Georgia - 60th Georgia - 61st Georgia |
| Division de Jackson Brigadier général Charles S. Winder (mb) Brigadier général William B. Taliaferro | Artillerie Commandant R. Snowden Andrews (b)                | - Artillerie d'Alleghany (Va.) - Artillerie d'Hampden (Va.) - Artillerie de Rockbridge (Va.) |

### Cavalerie
| Brigade                                                     | Régiments et batteries |
| ----------------------------------------------------------- | --- |
| Brigade de Robertson Brigadier général Beverly H. Robertson | - 6th Virginia Cavalry - 7th Virginia Cavalry - 12th Virginia Cavalry - 17th Virginia Cavalry Battalion - 2nd Virginia Cavalry (détachement) - 4th Virginia Cavalry (détachement) - Batterie de Chew |